# Hermann Gramlich
Hermann Gramlich (ur. 24 kwietnia 1913 w Villingen, zm. 6 lutego 1942 w Bardinie) – niemiecki piłkarz występujący na pozycji obrońcy.
W reprezentacji III Rzeszy zadebiutował 18 sierpnia 1935 w wygranym 1:0 towarzyskim meczu z Luksemburgiem. W drużynie narodowej rozegrał trzy spotkania, wszystkie w 1935 roku.
Był kapralem niemieckiej armii, zginął na froncie wschodnim, w miejscowości Bardino i tam też został pochowany.